# Synereza (chemia)
Synereza – wydzielanie małych ilości płynu z cząstek zawieszonych w żelu, związane z procesem koagulacji, prowadzi do powstania stężonego żelu i mocno rozcieńczonego zolu. Może zachodzić samorzutnie lub pod wpływem elektrolitów i substancji obniżających rozpuszczalność związków wielkocząsteczkowych. Przykładem tego procesu jest rozdzielenie zsiadłego mleka na twaróg i serwatkę.